# Comuna Mihăileni, Briceni
Comuna Mihăileni este o comună din raionul Briceni, Republica Moldova. Este formată din satele Mihăileni (sat-reședință) și Groznița.

## Demografie
Conform datelor recensământului din 2014, comuna are o populație de 689 de locuitori. La recensământul din 2004 erau 861 de locuitori.

## Administrație și politică
Componența Consiliului local Mihăileni (9 consilieri), ales la 5 noiembrie 2023, este următoarea:
|  | Partid                                       | Consilieri | Componență | Componență | Componență | Componență | Componență |
|  | -------------------------------------------- | ---------- | ---------- | ---------- | ---------- | ---------- | ---------- |
|  | Partidul Socialiștilor din Republica Moldova | 5          |            |            |            |            |            |
|  | Partidul „Renaștere”                         | 4          |            |            |            |            |            |